# 古欧德吕雄
古欧德吕雄（法語：Gouaux-de-Luchon，法語發音：[ɡwo də lyʃɔ̃]）是法国上加龙省的一个市镇，属于圣戈当区。

## 地理
古欧德吕雄（42°51'22"N, 0°37'14"E）面积14.49 平方千米，位于法国奧克西塔尼大區上加龙省，该省份为法国西南部内陆省份，西南端与西班牙接壤，自此顺时针与上比利牛斯省、热尔省、塔恩-加龙省、塔恩省、奥德省和阿列日省接壤。
与古欧德吕雄接壤的市镇（或旧市镇、城区）包括：包森、阿尔洛、阿尔蒂格、卡佐莱里斯、锡耶德吕雄、马里尼亚克、萨勒和普拉特维耶勒。

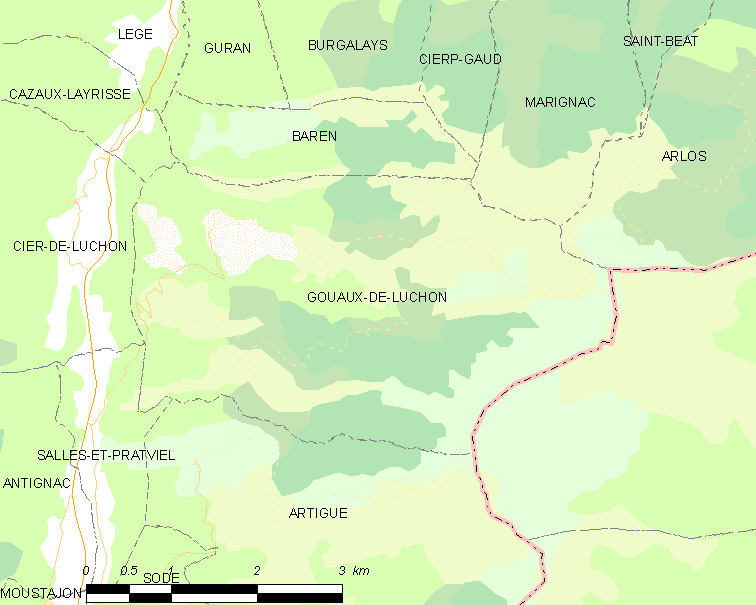
古欧德吕雄的OSM定位图

古欧德吕雄的时区为UTC+01:00、UTC+02:00（夏令时）。

## 行政
古欧德吕雄的邮政编码为31110，INSEE市镇编码为31222。

## 政治
古欧德吕雄所属的省级选区为巴涅尔德吕雄县。

## 人口

1962-2008年间古欧德吕雄人口变化图示

古欧德吕雄于2022年1月1日时的人口数量为43人。